# Jerzy Kozarzewski
Jerzy Kozarzewski, ps. „Konrad“ (ur. 21 października 1913, zm. 1 lutego 1996) – polski poeta, żołnierz Narodowych Sił Zbrojnych, więzień Mauthausen, działacz społeczny, twórca Ogniska Muzycznego w Nysie.

## Życiorys
Urodził się w 1913 w Trawnikach Lubelskich. Matka (Janina) była nauczycielką, ojciec chemikiem. Był po kądzieli prawnukiem brata Cypriana Norwida – Ksawerego. Dzieciństwo spędził w Piotrkowie Trybunalskim, studiował w Szkole Głównej Handlowej. Tutaj ukończył gimnazjum im. Bolesława Chrobrego w 1931. Do 1937 studiował w Wyższej Szkole Handlowej. Następnie podjął pracę w Zakładach Wydawniczych M. Arct, a od 1938 w Zakładach Zbrojeniowych w Stalowej Woli. Był działaczem ONR oraz członkiem Organizacji Polskiej.
We wrześniu 1939 dostał się do niewoli radzieckiej. Samotnie uciekł z transportu. Wstąpił do konspiracyjnego Związku Jaszczurczego, a następnie Narodowych Sił Zbrojnych. Działał w rodzinnym Piotrkowie. W 1941 – ścigany przez Gestapo – został przeniesiony na teren województwa krakowskiego. W lipcu 1943 przeniósł się do Warszawy. W czasie powstania warszawskiego dostał się do niewoli i trafił do Oświęcimia, a następnie do Mauthausen. Po wojnie wrócił do Polski i wszedł ponownie do struktur konspiracyjnych NSZ.
Aresztowany w październiku 1945, w dniu 6 sierpnia 1946 po pokazowym procesie otrzymał wyrok skazujący na podwójną karę śmierci. Dzięki interwencji Juliana Tuwima u Bolesława Bieruta, kara śmierci została w drodze łaski zamieniona na 10 lat więzienia. Julian Tuwim wstawił się za Jerzym Kozarzewskim po prośbie o interwencję jego żony, Magdaleny Kozarzewskiej – jej rodzina pomagała Adeli Tuwim (matce Juliana Tuwima) w czasie wojny. Tuwim spełnił prośbę Magdaleny Kozarzewskiej, upominając się również o łaskę dla osób skazanych razem z Jerzym Kozarzewskim, mimo głębokiej niezgody z ich linią polityczną – związkami z obozem narodowo-radykalnym (zgodziłem się, chociaż zieję nienawiścią do ideologii skazanych).
Po odbyciu kary zamieszkał w Nysie. Początkowo był pracownikiem  szpitala miejskiego. W latach 1956–1958 pełnił obowiązki przewodniczącego prezydium Komitetu Rodzicielskiego w Liceum Ogólnokształcącym Carolinum. W 1957 od podstaw stworzył Ognisko Muzyczne, przy którym w latach 1959–1962 działało także przedszkole muzyczne. Rozpoczął przygotowania do adaptacji zabytkowego kolegium św. Anny przy Rynku Solnym na Szkołę Muzyczną. Podjął zaoczne studia, przygotowując się do objęcia stanowiska dyrektora tej tworzącej się placówki. 1 lutego 1962 decyzją władz miasta został zdjęty ze stanowiska i przeniesiony do pracy w inwestycjach miejskich.
Poezja towarzyszyła mu przez całe życie, lecz dopiero w 1992 wydał pierwszy tomik wierszy Dar codzienności, a już po jego śmierci zostały odnalezione i wydane w tomiku Późne żniwo wiersze z okresu wojny i uwięzienia.
W 1992 otrzymał Krzyż Kawalerski Orderu Odrodzenia Polski i honorową odznakę „Zasłużony dla Ziemi Nyskiej”. W 2002 sali koncertowej Państwowej Szkoły Muzycznej I i II Stopnia w Nysie nadano imię Jerzego Kozarzewskiego. W 2006 Stowarzyszenie Rozwoju Uniwersytetu Trzeciego Wieku w Nysie przyjęło imię Jerzego Kozarzewskiego.